# سلاح سرپر

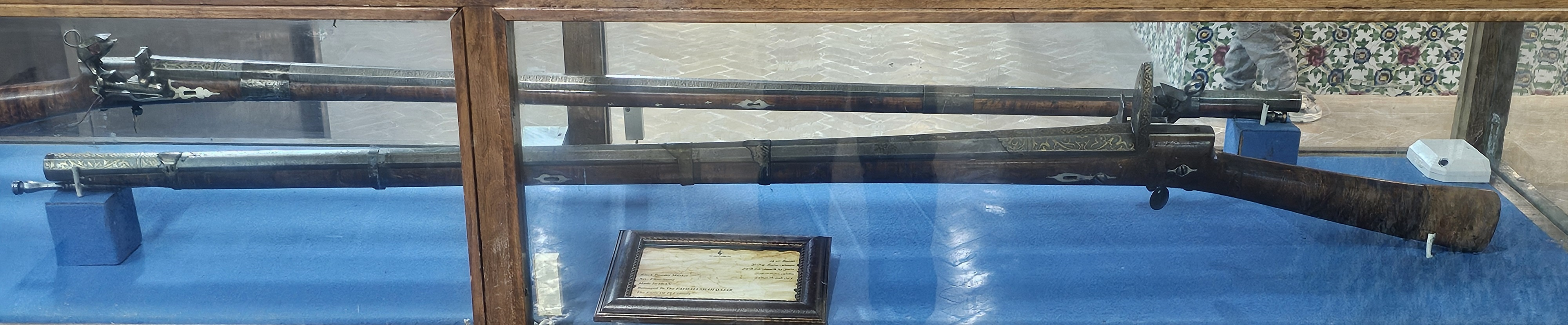
تفنگ سرپر فتحعلی‌شاه در موزه عفیف‌آباد شیراز

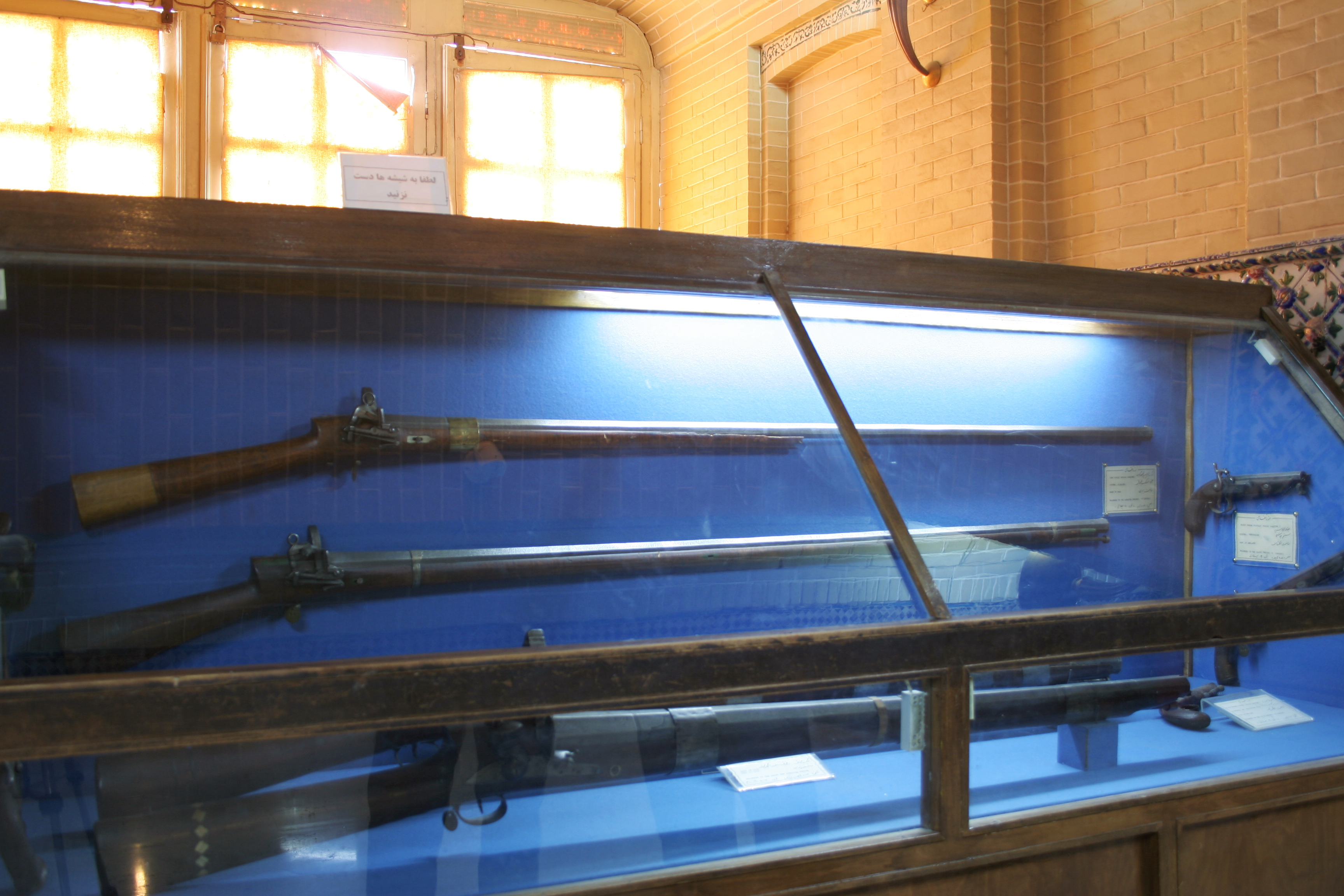
چند نمونه از تفنگ‌های سر پر استفاده شده در ایران.

تپانچه‌سرپر، اهدایی لویی چهاردهم به شاه سلطان حسین.

سلاح سرپر گونه‌ای سلاح گرم است که در آن خرج انفجاری (باروت) و گلوله یا ساچمه‌ها از سر یا دهانه لوله سلاح وارد می‌شود. تپانچه سَرپُر کوتاه، تپانچه سَرپُر بلند و توپ سَرپُر انواع مختلف این سلاح محسوب می‌شوند.
اگرچه خمپاره‌اندازهای کنونی با این تعریف سلاح سرپر به شمار می‌روند ولی معمولاً منظور از سلاح سرپر توپ‌ها، تفنگ یا تپانچه‌های قدیمی است.

## نحوهٔ کار
ابتدا مقداری باروت سیاه را در لولهٔ دراز تفنگ می‌ریزیم و پس از آن تکه‌ای پارچه قرار داده و آن را با میله فلزی باریکی به نام سنبه می‌کوبیم تا خوب سفت شود. سپس یک گلوله یا تعدادی ساچمه را به همراه یک لایه پارچه در لوله گذاشته و مجدداً با سنبه می‌کوبیم. سپس چخماق (چکش) را مسلح کرده و ماشه را می‌چکانیم تا تفنگ شلّیک کند. چخماق در این سلاح انواع مختلفی دارد. در تفنگهای قدیمی‌تر از سنگ چخماق برای ایجاد جرقه و انفجار باروت استفاده می‌شود. در تفنگهای سرپر جدیدتر از پستانک و چاشنی برای ایجاد جرقه استفاده می‌شود. یعنی یک پستانک در انتهای لوله تفنگ تعبیه شده است که یک چاشنی به شکل یک کاسه استوانه‌ای کوچک که حاوی مقدار کمی ماده انفجاری حساس است، روی آن گذاشته می‌شود. با مسلح کردن چخماق و چکاندن ماشه، چخماق بر روی کاسه چاشنی برخورد کرده و جرقه لازم را برای انفجار باروت ایجاد می‌کند. این تفنگ برد محدودی دارد و دود زیادی تولید می‌کند.

## استفاده‌ها
از تفنگ سرپر در جنگ‌های بریتانیا در هند، جنگ‌های بریتانیا با استقلال‌طلبان آمریکا در قرن هجدهم و جنگ‌های ناپلئون در ابتدای قرن نوزدهم استفاده می‌شد.